# BIG BANG TOKYO
BIG BANG TOKYO（ビッグバン・トーキョー）は、TOKYO FMで、1992年4月1日 - 1995年3月31日まで放送された、朝の情報ワイド番組である。

## 概要
「東京コーリング」「FMモーニング東京」など、長年に亘り午前7時からの放送だった、TOKYO FM (FM東京) の朝の情報生ワイド番組が、前番組「おはようTOKYOITE（トーキョーアイト）」から6時45分開始になり、さらに時間を早め、午前6時スタートとした。メインキャスターにはジャーナリストの橋本克彦を起用。番組開始時には東京都内の駅や通勤電車に「朝起きたら、あなたに伝えたいことがある…BIG BANG TOKYO」のキャッチフレーズが記されたポスターや、中吊り広告が多く掲載された。
番組の内容は、朝一番のニュース、朝刊紙面紹介、交通情報、天気予報。またJFN系列各局からのトピックスや海外情報などを伝える一方で、1992年より同局が展開した高い支持を集めた「JAPANESE POPS REFRAIN」キャンペーンで、聴取率調査週間 (スペシャルウィーク) には電話リクエストなどを行うなどの展開が行われた。
1993年の4月からは、月曜～木曜日のメインキャスターに同局の大橋俊夫アナウンサー、金曜日のメインキャスターに飯星景子が登場。月曜～木曜日のメインキャスターの大橋俊夫は、前番組の「おはようTOKYOITE」のサブキャスターや、橋本克彦の休暇時におけるピンチヒッターなどで、既に聴取者には馴染みだったこともあり、大橋のキャラクターが前面に押し出された企画（アニメ特集、主婦限定FAX企画「人妻倶楽部」）など、ユニークな企画が放送された。また全国ネット枠「FROM CITY TO CITY」では、JFN系列各局で放送されている、同時間帯のパーソナリティーが登場し、東京のスタジオとの軽妙なやり取りが人気を呼んだ。
1995年3月末をもって「BIG BANG TOKYO」は放送終了となり、後継番組には、FM文字多重放送としてサービス開始されたばかりの「見えるラジオ」と連動させた「越智啓斗のMORNING FREEWAY」（後の立花裕人のMORNING FREEWAY）に引き継がれた。

## 放送時間
- 月曜 - 金曜　6:00 - 9:00（当初は8:55までの放送、後に8:55から放送されていたニュースを内包）

（なお、後述するが6時台の一部を1993年4月から北海道や静岡などへ部分ネットしていた。）

## 出演者
- 橋本克彦・川口雅代（1992.4 - 1992.9）
- 橋本克彦・鈴木聰美（1992.10 - 1993.3）
- 大橋俊夫・鈴木聰美（1993.4 - 1994.4／月 - 木）
- 飯星景子・ミッチェル スティングレイ（1993.4 - 1994.4／金）
- 大橋俊夫・芝尚子（1994.5 - 1994.11）
- 大橋俊夫・斉木洋子（1994.12 - 1995.3）

## 主なコーナー
いずれのコーナーも音楽（CHR）がかかる。
- 6:00 - 6:30 BIG BANG INTERNATIONAL → 朝一番電リク BIG BANG HIT ZONE
番組全体のオープニングも兼ねる。当初は国内や海外の主なニュースやスポーツ情報なども紹介。基本的に東京ローカルパートだが、1993年4月からAIR-G' 、K-MIXなど一部Aライン局がネットを受けていた。後者は6:30を境とした2部構成。このため、この時間帯の気象情報コーナーでは東京、札幌、浜松の予報を伝えていた。
- 6:45 - 7:00 BIG BANG TOKYO POINT
東京エリアのタウン情報
- 7:00 - 7:10 BIG BANG TODAY（JFN全国ネット枠）
ヘッドラインニュース
- 7:10 - 7:30 TOYOTA BIG BANG GLOBAL（JFN全国ネット枠）
トレンド、トピック
  - 7:15 - 7:18頃にローカル枠が設置されていた。TOKYO FMではBIG BANG TOKYOの出演陣がそのまま出演して東京の天気やテレフォンボード、FAXの呼び込みを行い、ネット局では局ごとにエリアの天気などを紹介していた。
- 7:30 - 7:40 BIG BANG FORCAST
- 7:40 - 7:55 BIG BANG CULTURE
- 8:00 - 8:10 MISAWA FROM CITY TO CITY（FM群馬、FM三重、RADIO BERRYを除く全国ネット枠）
日本各地からの生中継レポート
- 8:10 - 8:20 MBJ NEXT ONE（FM群馬、FM三重を除く全国ネット枠）
経済トピック
- 8:20 - 8:50 オール電リク BIG BANG HIT ZONE
リクエストやFAXメッセージを中心としたゾーン、聴取率調査週間には電話リクエスト企画が放送された。
- 8:55 - 9:00 エンディング
後続番組「FMソフィア」のパーソナリティー・坂上みきとのフリートーク。時に暴露トークなど大騒ぎの中番組が終了することも。

## 様々な企画展開
- 聴取率調査週間ではリクエストゾーンに、当時夕方で放送されていた「カタクリコ・ホットライン」のDJだった、鈴木しょう治 ・今泉圭姫子 コンビ、市川博樹(DJ ARCHE)・小田靜枝 コンビが登場して電リク企画が放送された(1992年)。

| TOKYO FM 月曜 - 金曜 6:00 - 9:00枠                                                                              | TOKYO FM 月曜 - 金曜 6:00 - 9:00枠       | TOKYO FM 月曜 - 金曜 6:00 - 9:00枠        |
| 前番組 | 番組名                                   | 次番組                                    |
| --- | ---------------------------------------- | ----------------------------------------- |
| WORLD EXPRESS 600 （1990年4月 - 1992年3月） ※6:00 - 6:45おはようTOKYOITE （1990年4月 - 1992年3月） ※6:45 - 8:55 | BIG BANG TOKYO （1992年4月 - 1995年3月） | MORNING FREEWAY （1995年4月 - 2004年9月） |